# 東葛印旛大師の団体巡礼
東葛印旛大師の団体巡礼（とうかついんばだいしのだんたいじゅんれい）とは、千葉県の旧東葛飾郡と旧印旛郡にまたがる四国八十八箇所霊場の写しを巡礼する行事。

## 概要
毎年5月1日から5日までの5日間に行われる。現在は東葛印旛大師組合により取り行われている。88ヶ所の札所は柏市に69、白井市に10、鎌ケ谷市に5、松戸市に4ヶ所存在する。この行事は1808年、四国八十八箇所巡りにならって始まったと伝えられ、2008年には200年目を迎え700人ほどの巡礼者が約80kmの道のりを巡礼した。近年の移動手段は複数台のマイクロバスへ分乗して行われている。これは参加者の高齢化と道路事情の悪化から、大人数が徒歩で移動することが困難になったためと思われる。